# Ferro di Cavallo (Perugia)
Ferro di Cavallo è un quartiere di Perugia, 
situato nella prima periferia ad ovest della città a circa 5 km dal centro cittadino e a 2 km dalla stazione ferroviaria.
Il patrono del quartiere è San Giovanni Battista, comandato dal serpentone 

## Geografia
Situato ai piedi di Monte Malbe, è un quartiere che si sviluppa in una zona prevalentemente collinare, passando dai 270 m slm nella zona limitrofa a Pian di Massiano ai 440 m slm ai piedi della Città della Domenica.
Il nome deriva dalla curva a forma di ferro di cavallo della strada che attraversa il quartiere nella parte bassa e che collega la zona di Pian di Massiano (nella quale si arriva scendendo dal centro della città e dai quartieri limitrofi) all'imbocco del raccordo autostradale Perugia-A1 ed ai quartieri di Olmo fino ad arrivare ad Ellera che si trova sotto il comune limitrofo di Corciano.

## Monumenti e luoghi d'interesse
- Chiesa di San Manno: edificata nel Trecento sopra un ipogeo del III secolo a.C. e restaurata due secoli più tardi, contiene affreschi dell'epoca; è di proprietà del Sovrano militare ordine di Malta.
- Città della Domenica: parco faunistico e di intrattenimento per i più giovani.
- Resti di un'antica strada romana sono visibili nei pressi dello svincolo del raccordo autostradale, lungo via Trasimeno Ovest.

## Trasporti
Il quartiere si raggiunge facilmente in auto servendosi dell'omonima uscita del raccordo autostradale Perugia-Bettolle.
Dal centro di Perugia ci si arriva in autobus con le linee G, H1, H2, F1, F2 e Z4 nei giorni feriali e con la linea G5 in quelli festivi; in alternativa c'è il MiniMetrò, una metropolitana leggera che giunge a Pian di Massiano ed è facilmente raggiungibile dal quartiere.

## Sport
- Nella parte alta del quartiere si trova il Palazzetto dello Sport "Angelo Foccià", è la sede del Perugia Basket.
- Nella zona di Pian di Massiano, ai piedi del quartiere, si trova il Percorso Verde: è un'area attrezzata per praticare sport all'aria aperta. Ci sono piste per jogging e pattinaggio; c'è un velodromo, una pista per BMX ed un percorso per mountain biking; ci sono campi da pallacanestro, rugby, baseball, calcio, tiro con l'arco, bocce, hockey su pista.
- Adiacenti al Percorso Verde sono ubicati sia lo stadio comunale Renato Curi, sia il PalaEvangelisti.
- Nel 2018 viene rifondata la squadra di calcio del quartiere, che nell'arco di poco tempo si unisce alla società sportiva Madonna Alta. Il nome attuale della società, che milita in Seconda categoria, è Madonna Alta - Ferro di Cavallo.